# Jailhouse Rock/Treat Me Nice
Jailhouse Rock/Treat Me Nice è un singolo di Elvis Presley, pubblicato su 78 e 45 giri il 23 settembre 1957.

## Descrizione
Entrambi i brani fanno parte della colonna sonora del film Il delinquente del rock and roll (titolo originale Jailhouse Rock), come riportato su entrambe le etichette. 
Il disco raggiunse la vetta della classifica in USA per sette settimane nel 1957 e Regno Unito per tre settimane nel 1958 e nel 2005 e la quarta posizione in Olanda nel 1974 vincendo due dischi di platino.

## Tracce
Lato A
1. Jailhouse Rock – 2:10 (testo: Jerry Leiber – musica: Mike Stoller; edizioni musicali Elvis Presley Music Incorporated)

Lato B
1. Treat Me Nice – 2:02 (testo: Jerry Leiber – musica: Mike Stoller; edizioni musicali Elvis Presley Music Incorporated)

## Formazione
- Elvis Presley – voce solista, chitarra acustica ritmica
- Scotty Moore – chitarra elettrica solista
- Bill Black – basso
- D. J. Fontana - batteria
- Dudley Brooks  - pianoforte
- The Jordanaires - cori